# Grand Prix de la Somme 2015
Il Grand Prix de la Somme 2015, trentesima edizione della corsa, valido come evento dell'UCI Europe Tour 2015 categoria 1.1, si svolse il 3 maggio 2015 su un percorso di 189,4 km. Fu vinto dal francese Quentin Jauregui, che terminò la gara in 4h37'26", alla media di 40,96 km/h, davanti all'altro francese Anthony Delaplace e a chiudere il podio l'estone Alo Jakin.
Partenza con 114 ciclisti, dei quali 94 portarono a termine la gara.

## Squadre partecipanti
| N.    | Cod. | Squadra                    |
| ----- | ---- | -------------------------- |
| 1-8   | ALM  | AG2R La Mondiale           |
| 11-18 | FDJ  | FDJ                        |
| 21-28 | BSE  | Bretagne-Séché             |
| 31-38 | COF  | Cofidis, Solutions Crédits |
| 41-48 | EUC  | Team Europcar              |
| 51-58 | AUB  | Auber 93                   |
| 61-68 | ADT  | Armée de Terre             |
| 71-76 | RLM  | Roubaix-Lille Métropole    |

| N.      | Cod. | Squadra                        |
| ------- | ---- | ------------------------------ |
| 81-88   | M13  | Team Marseille 13-KTM          |
| 91-98   | BGT  | Bridgestone-Anchor             |
| 101-108 | CCT  | CCT-Champion System            |
| 111-117 | CCD  | Differdange-Losch              |
| 121-128 | VBG  | Team Vorarlberg                |
| 131-138 | PCW  | T.Palm-Pôle Continental Wallon |
| 141-146 | ROT  | Roth-Skoda                     |
| 151-158 | WBC  | Wallonie-Bruxelles             |

## Ordine d'arrivo (Top 10)
| Pos. | Corridore          | Squadra      | Tempo    |
| ---- | ------------------ | ------------ | -------- |
| 1    | Quentin Jauregui   | AG2R         | 4h37'26" |
| 2    | Anthony Delaplace  | Bretagne     | s.t.     |
| 3    | Alo Jakin          | Auber 93     | s.t.     |
| 4    | Damien Gaudin      | AG2R         | a 16"    |
| 5    | Bryan Coquard      | Europcar     | a 19"    |
| 6    | Pierrick Fédrigo   | Bretagne     | s.t.     |
| 7    | Anthony Roux       | FDJ          | s.t.     |
| 8    | Julien Loubet      | Marseille 13 | s.t.     |
| 9    | Rudy Molard        | Cofidis      | s.t.     |
| 10   | Gediminas Bagdonas | AG2R         | a 1'02"  |